# Dankunku
Dankunku (Namensvarianten: Dankunku Fula) ist eine Ortschaft im westafrikanischen Staat Gambia.
Nach einer Berechnung für das Jahr 2013 leben dort etwa 1543 Einwohner, das Ergebnis der letzten veröffentlichten Volkszählung von 1993 betrug 1679.

## Geographie
Dankunku, in der Central River Region im Distrikt Niamina Dankunku, liegt am südlichen Ufer des Gambia-Flusses. Der Ort liegt rund 8,5 Kilometer westlich von Choya an der South Bank Road.